# Bahnhof Arosa

Der Bahnhof Arosa ist der Bahnhof des Sport- und Ferienorts Arosa im Schanfigg, Kanton Graubünden. Er ist die Endstation der von der Rhätischen Bahn (RhB) betriebenen Bahnstrecke Chur–Arosa (Arosabahn).

## Lage und Beschreibung
Der Bahnhof befindet sich in Ausserarosa und liegt an der südwestlichen Seite des Obersees auf 1739 m über Meer am Osthang des Tschuggen, in unmittelbarer Nähe der Weisshornbahn und der Post Arosa. Es handelt sich um einen Kopfbahnhof. Der Bahnhofplatz bildet mit dem angrenzenden Oberseeplatz das verkehrsmässige Zentrum Arosas und ist der Knotenpunkt für das gesamte Busnetz in Arosa. Die Taxi- und Pferdekutschenbetreiber haben ihre Hauptstandplätze ebenfalls am Bahnhofplatz. Die Arosabahn führt unmittelbar nach dem Bahnhof in südlicher Richtung unter der Seeblickstrasse in den schnurgeraden, 299 Meter langen Arosa-Tunnel, der in gleichmässigem Gefälle die Poststrasse unterquert, um danach via Seegrube und den kurzen Eck-Tunnel das Aroser Dorfgebiet in Richtung Nordosten zu verlassen.

## Geschichte

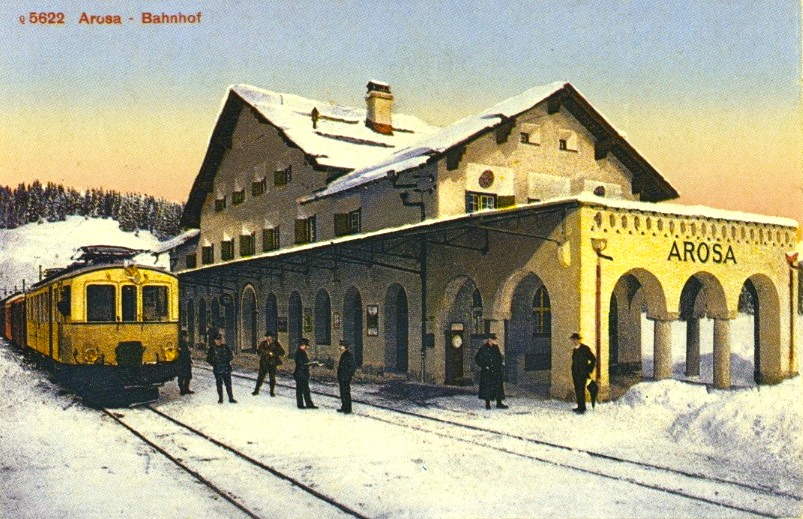
Der Bahnhof Arosa im Eröffnungswinter 1914/15 mit Aufnahmegebäude der Architekten Meier und Arter

Im Zuge der langwierigen und komplexen Projektierung der Arosabahn zu Beginn des 20. Jahrhunderts war während längerer Zeit nicht nur deren Linienfestlegung heftig umstritten, sondern auch der Standort des Bahnhofs Arosa: Es wurden insbesondere der Hof Arosa, Ober- und Untersee, das Hubelschulhaus und der Schwarzsee in Betracht gezogen. Ein speziell bemerkenswertes Bahnprojekt mit einer Linienführung Chur-Parpan-Arosa sah, nebst einem Tunnel Urden-Hörnli mit Portal beim Wasserbodasee auf 2144 m, den Endbahnhof in Innerarosa vor.
Während das letztgenannte Vorhaben 1910 definitiv zugunsten einer Linienführung durch das Schanfigg aufgegeben wurde, favorisierten die Aroser bald einen Bahnhof am Obersee, samt Zwischenstation am Untersee. Dabei gab es vereinzelt die (unbegründete) Befürchtung, der hierzu notwendige Tunneldurchstich vom Untersee her könnte den Wasserhaushalt des Obersees gefährden. Demgegenüber befürwortete die Bauleitung um Oberingenieur Gustav Bener einen Standort am Schwarzsee. Als Endstation kam allerdings auch dieser nicht in Frage, da er nach Auffassung der einheimischen Bevölkerung zu weit vom Dorfzentrum entfernt lag und teilweise Winterstürmen ausgesetzt war. Eine Trennung in einen Personenbahnhof hinter der Englischen Kirche am Obersee und einen Güterbahnhof am Schwarzsee wurde schliesslich als zu kompliziert erachtet.

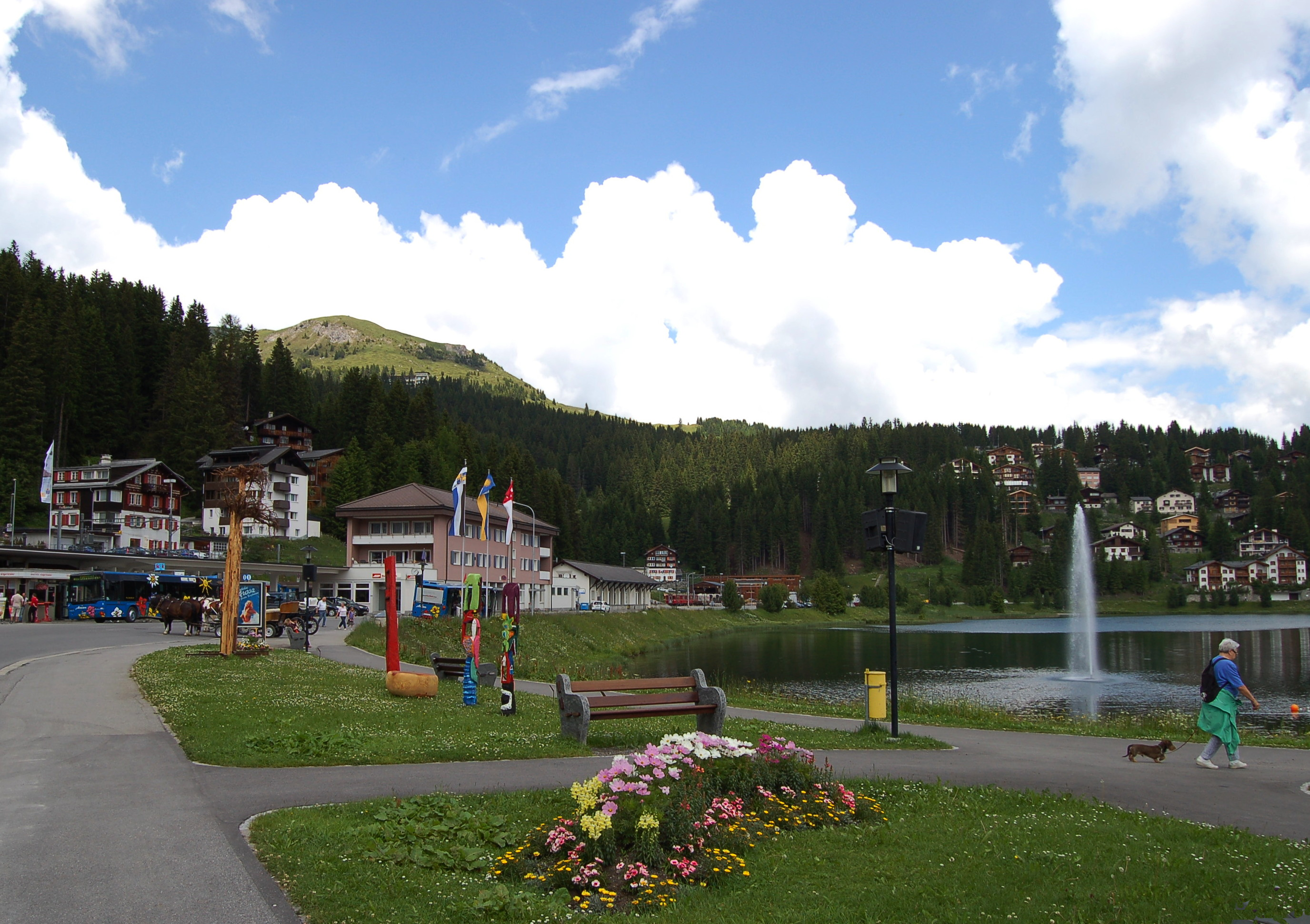
Ansicht vom Oberseeplatz mit Oberseepromenade und Obersee (2009)

Der Bahnhof Arosa kam somit unter Verzicht der Zwischenstation Untersee am Obersee zu liegen, was Bener später wie folgt kommentierte: «Ob das von Aroser Interessenten der Bauleitung vorgeschriebene Schlussstück mit dem 290 Meter langen, sehr teuren Arosertunnel zweckmässiger war als das technisch einfachere und viel billigere Projekt mit dem Bahnhof am Schwarzsee, wird erst die spätere Entwicklung von Arosa beweisen können. Unbestritten gehört die jetzige Station Arosa landschaftlich zu den allerschönsten Bahnstationen der Schweiz».
Der Bahnhof wurde als Kopfbahnhof konzipiert, konnte jedoch zum Durchgangsbahnhof umfunktioniert werden, falls sich dies später als notwendig oder wünschenswert erwiesen hätte. Vorübergehend ins Auge gefasst wurde eine solche Anpassung im Jahr 1928, als unter anderem eine Verlängerung der Bahnlinie auf den Tschuggen im Gespräch war. Die 1914 realisierte Lösung stellte rückblickend eine gute verkehrstechnische Grundlage dar, die die Entwicklung des Kurortes Arosa in keiner Weise beeinträchtigte. Die Frage nach einer grundlegenden Veränderung der Bahnhofsanlage ist bis zum Umbau 2014 denn auch nicht laut geworden.

## Bauliches

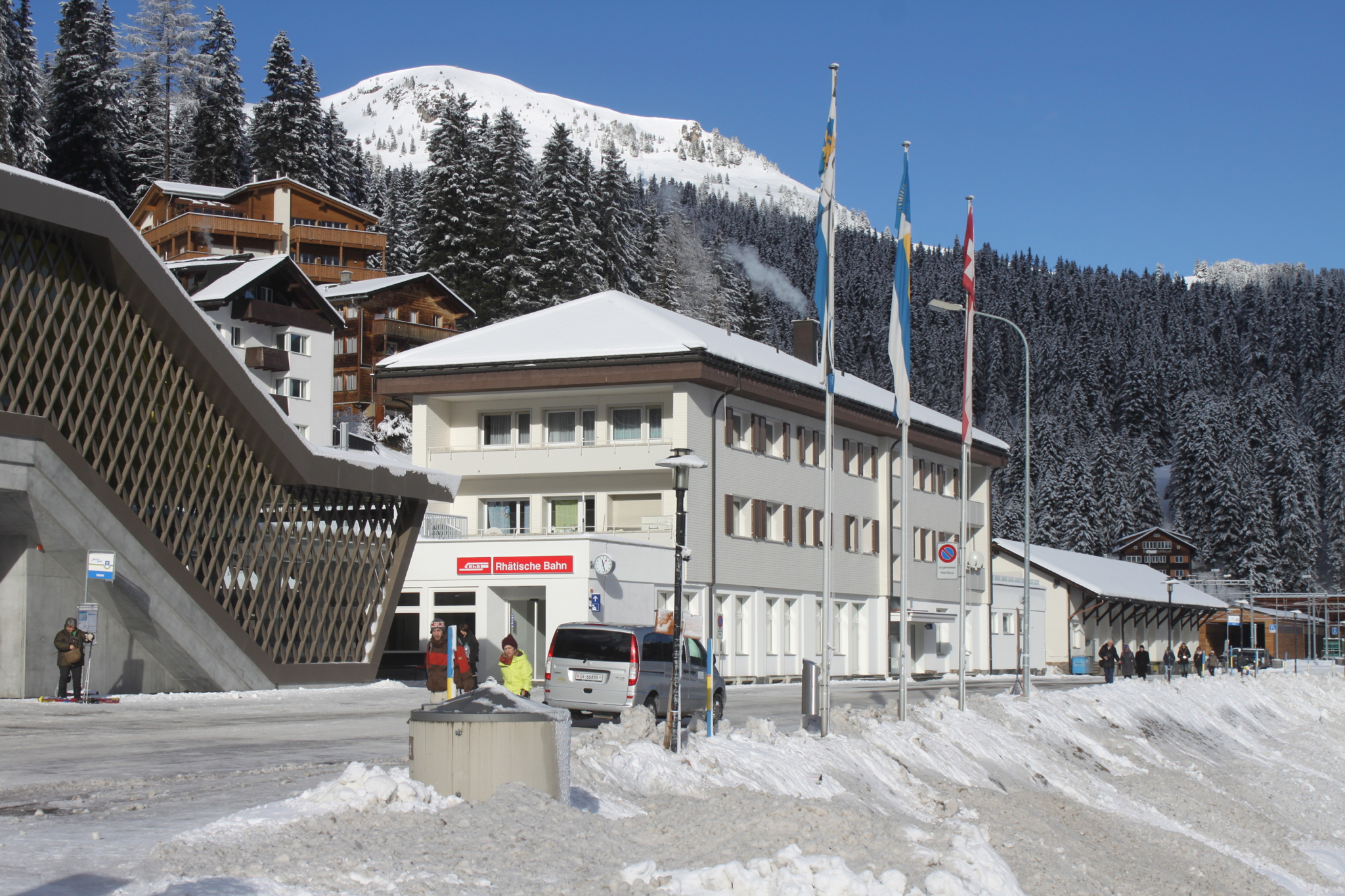
Renoviertes Aufnahmegebäude mit neuer Fussgängerpassarelle und Güterschuppen (2015)

Das stattliche dreigeschossige Aufnahmegebäude liegt auf der Seeseite der Gleisanlagen und besitzt einen verlängerten, überdachten Hausbahnsteig samt freistehendem Bahnhofbuffet mit Kiosk und untergeschossigen Toilettenanlagen. Dazu existiert ein weiteres, offenes Zwischenperron für die Bedienung des zweiten Gleises. Nördlich des Empfangsgebäudes steht der Güterschuppen mit Verladerampe. Gleis Nummer 3 führt direkt in die doppelgleisig ausgelegte Remise, die etwas südlich gegen die Seeblickstrasse versetzt steht und den Unterbau eines Wohnhauses bildet. Daneben sind gegen Norden mehrgleisige Abstellanlagen sowie Anbindungen an die Kehrichtverladestation und das zentrale Getränkedepot vorhanden.
Das erste Empfangsgebäude von 1914 wurde von den Architekten Meier und Arter in Zürich entworfen. Die Bauleitung übernahm der einheimische Alfons Rocco, der seinerseits auch die Stationshäuser zwischen der ehemaligen Haltestelle Chur-Sassal und Arosa entwarf und ausführte. Die als gelungen geltende Architektur mit deutlichen Anleihen am Engadiner Baustil versuchte ganz bewusst, die traditionelle Ausstrahlung eines Bündner Gebirgskurorts – samt seiner stillen Grösse und dem herben Klima der ihn umgebenden Natur – mit einem gewissen mondänen Anspruch in Einklang zu bringen. Der sehenswerte Bau bestand im Gegensatz zu den in Holz ausgeführten Strickbauten der Schanfigger Zwischenstationen aus verputzten Bruchsteinen. Es handelte sich um einen langgestreckten, zweigeschossigen Bau mit Satteldach, der in der Mitte von einem Quergiebel durchbrochen war, wo ein drittes Geschoss untergebracht war. Diese Baute bot Platz für Bahnbüros, Warteräume und Stationsbüros. Das Gebäude wurde zwischen 1964 und 1968 durch einen nüchternen Neubau mit Flachdach und weisser Putzfassade ersetzt. Dieser wiederum erhielt 1986 ein neues Walmdach und einen rosafarbenen Anstrich. 

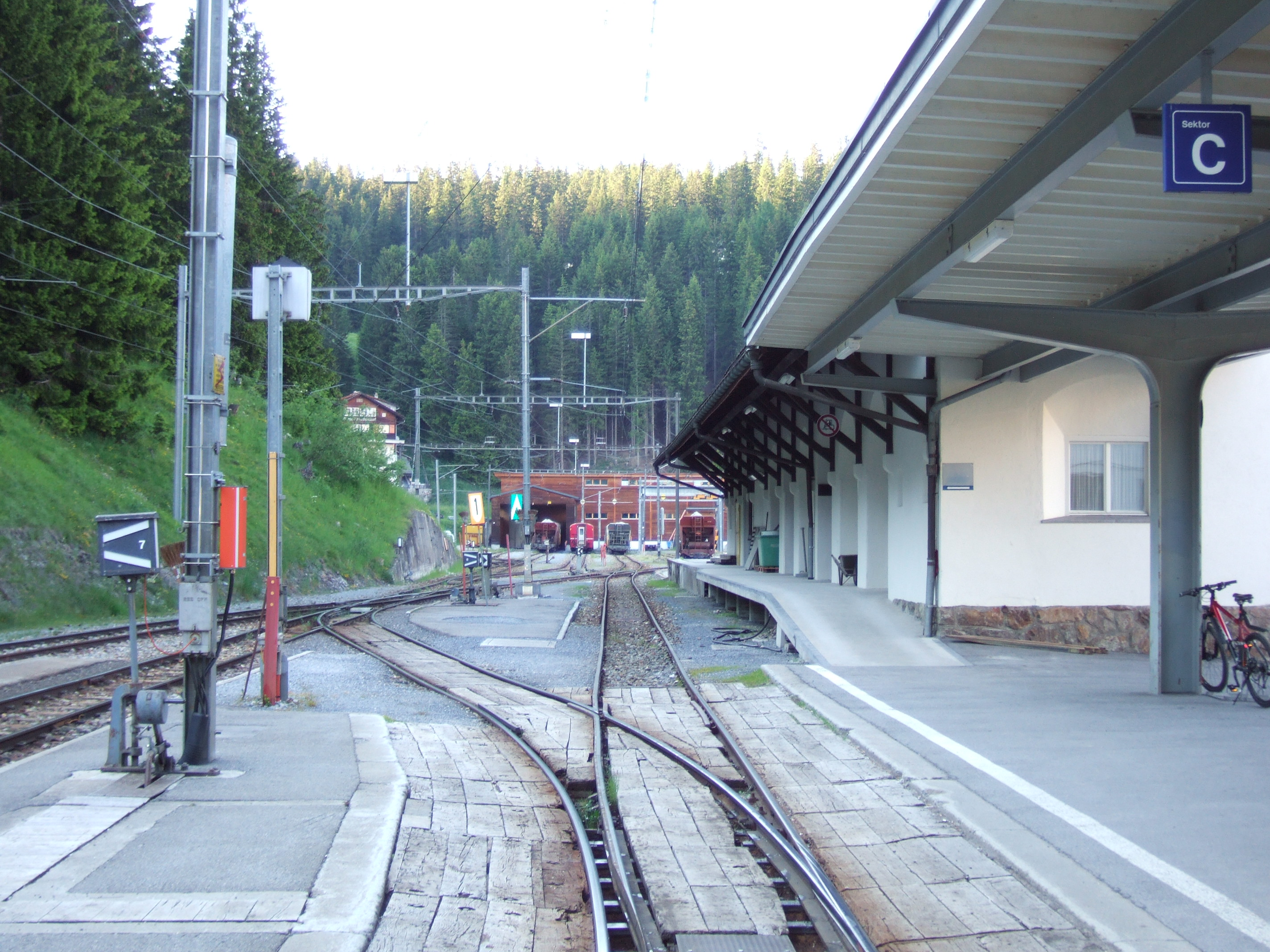
Ende des Zwischen- (links) und des Hausperrons mit anschliessendem Güterschuppen (rechts), hinten die Abstellgleise vor dem Depot (2010)

1917 erhielt der Bahnhof Arosa den Güterschuppen samt einer Brückenwaage und ein Stumpengleis für die Torfgewinnung, das ein Jahr später bereits verlängert wurde. 1919 erstellte die Bahngesellschaft für 300'000 Franken eine Wagenremise mit Dienstwohnungen und ein neues Ausladegeleise. Das Beamtenhaus wurde 1920 fertiggestellt, ebenso der Gehsteig vom Aufnahmegebäude bis zur Poststrasse. 1922 unterfing man das Widerlager im Aroser Tunnel, und der Bahnhof erhielt einen neuen Perronboden. 1925 wurde das Bahnperron in Pflästerung komplett neu erstellt, und die Holzrampe am Güterschuppen wurde durch eine solche aus Beton ersetzt. 1928 wurde das Dach des Aufnahmegebäudes mit Kupferblech bedeckt und 1929/30 das Perrondach in Stahlbeton neu erstellt und verlängert. 1928 und 1930 erweiterte man die Gleisanlagen, und 1931 konnte der Wartesaal der 2. Klasse renoviert werden. 1952 entfernte die RhB die Brückenwaage beim Güterschuppen. Seit der Eröffnung der Weisshornbahn 1956 wurde verschiedentlich die Einrichtung einer direkten Verbindung (Über- oder Unterführung) vom Bahnsteig zur Talstation der Weisshornbahn diskutiert, bis dato allerdings ohne Ergebnis. Anlässlich des Komplettumbaus des Aufnahmegebäudes wurden 1964 das Express-Buffet und der Kiosk (im Volksmund «Glaskasten» genannt) erstellt. 1973 baute man die Remise neben dem Portal des Arosa-Tunnels in ein Wohnhaus mit zwei Remisegeleisen im Erdgeschoss um. Einzig der Güterschuppen mit seinen Rundbögen und Trichterfenstern blieb in seinem Äusseren weitgehend unverändert.

## Betrieb

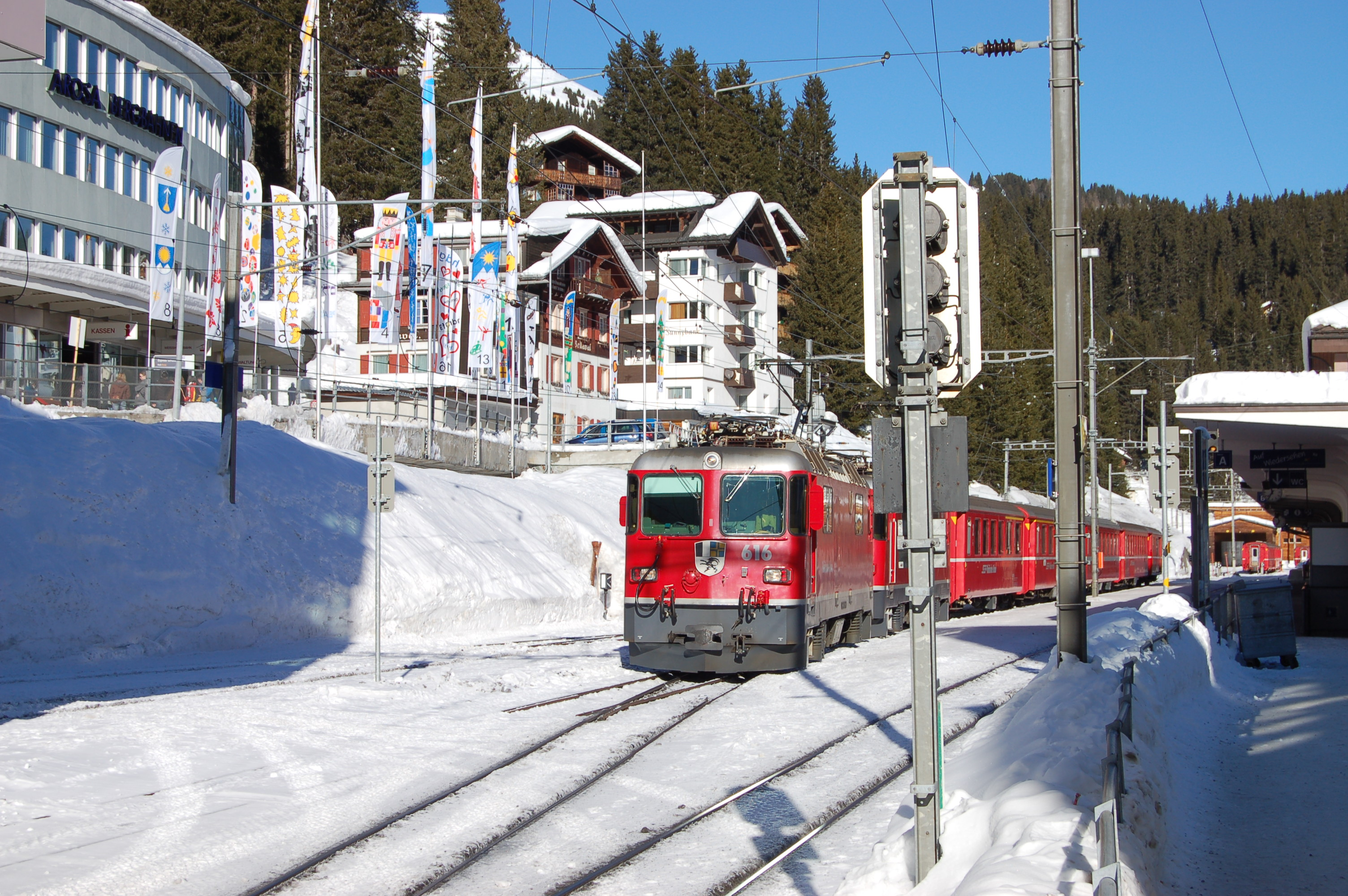
Abfahrt eines Zuges von Gleis 2 (2009)

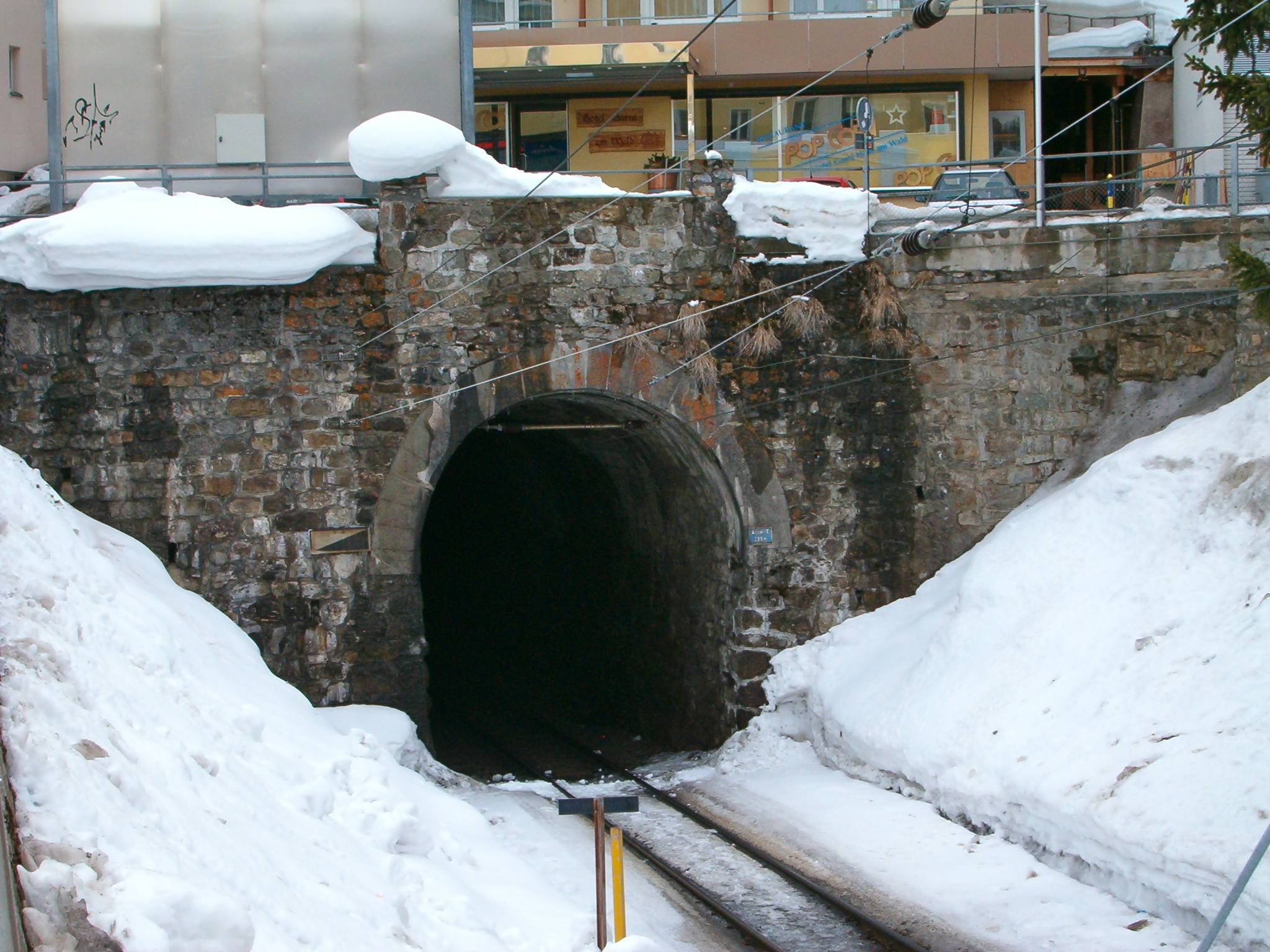
Tunnel beim Bahnhof (2010)

Zu Beginn der 1950er-Jahre musste der Bahnhofplatz an Wintersonntagen oft ab 15:00 Uhr abgeriegelt werden, da der Personenandrang infolge des bis 1954 geltenden Winterfahrverbots für Autos in Arosa zu gross war. Infolgedessen konnten die Passagiere nur noch gestaffelt zu den Zügen durchgelassen werden.
Am 22. November 1971 erfolgte die Einführung des automatischen Streckenblocks, seither werden sämtliche Anlagen der Bahnstrecke vom Bahnhof Arosa aus ferngesteuert.
Der Normalfahrplan besteht heute aus einem stündlichen RegioExpress nach Chur. Dort werden Anschlüsse an die Linien der Schweizerischen Bundesbahnen (SBB) in Richtung Zürich und St. Gallen sowie an das Stammnetz der RhB gewährleistet.
- RE 6 Chur – Langwies – Litzirüti – Arosa
- R 16 Chur – Langwies – Litzirüti – Arosa (während Saison)

Seit 1985 ist der Bahnhof Arosa die einzige bediente Bahnstation im Schanfigg. Die jährliche Frequenz beläuft sich auf rund 300'000 Fahrgäste.
Der Bahnhof Arosa wäre neben der Station Langwies ein möglicher Ausgangspunkt einer zurzeit visionären Eisenbahnverbindung zwischen dem Schanfigg und der Landschaft Davos.

## Umbau 2014

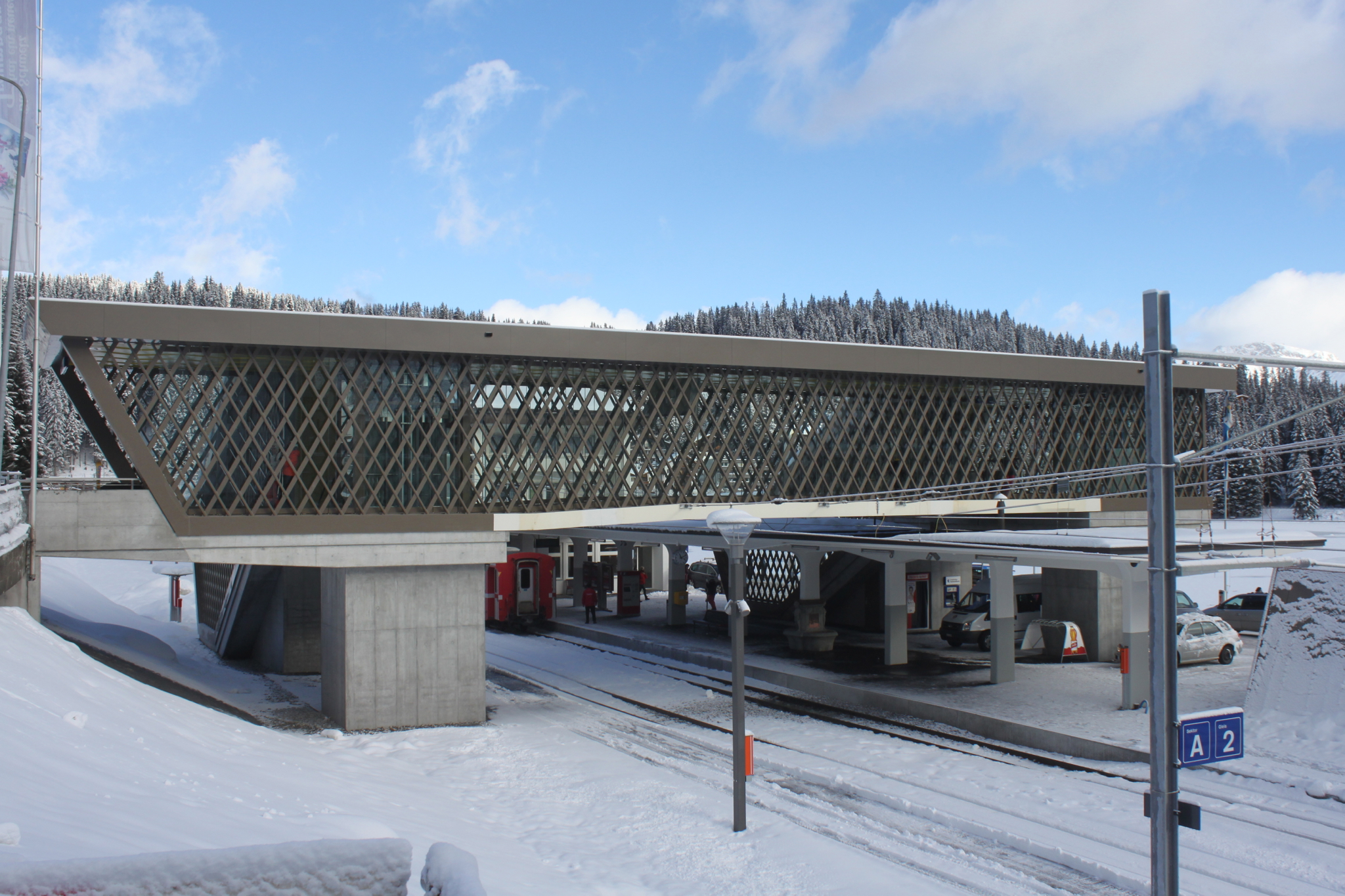
Die 2014 eröffnete Fussgängerpassarelle (2015)

Die Gemeinde Arosa hatte schon längere Zeit gehofft, die RhB rechtzeitig zum 100-jährigen Jubiläum der Arosabahn im Jahr 2014 zu einem weiteren, zeitgemässen Umbau des Bahnhofs bewegen zu können. Tatsächlich wurde der Bahnhof Arosa auf dieses Ereignis hin für über 24 Millionen Franken neu gestaltet. Die umfangreiche Modernisierung war eine Kooperation zwischen der RhB, dem Kanton Graubünden, der Gemeinde Arosa sowie der Arosa Bergbahnen AG. Umgesetzt wurden unter anderem ein Direktzugang vom Bahnhof zur Weisshornbahn über eine Fussgängerpassarelle sowie eine Neugestaltung des Bahnhofplatzes zwischen Güterschuppen und Oberseeplatz. Daneben fanden bauliche Veränderungen an der bahnbetrieblichen Infrastruktur sowie den Rampen und WC-Anlagen statt, um die heutigen behindertengerechten gesetzlichen Auflagen zu erfüllen.
Das entsprechende Plangenehmigungsverfahren wurde im Oktober 2012 eingeleitet. Der öffentliche Auflageplan mit den baulichen Details lag im Dezember 2012 vor. Der Bahnhofsumbau erfolgte in verschiedenen Etappen, unter Aufrechterhaltung des Bahnbetriebs. In einem ersten Schritt wurden im Sommer/Herbst 2013 der Umbau des Aufnahmegebäudes und der Neubau einer Güterumschlagshalle an die Hand genommen. Die Neugestaltung der Gleis- und Perronanlagen sowie des Bahnhofbistros samt Kiosk begann nach Ostern 2014 und wurde am 13. Dezember 2014 mit der Inbetriebnahme der neuen, vom Churer Architekturbüro Ritter Schumacher geplanten Überführung zur Weisshornbahn abgeschlossen.
Die Umgestaltung des Bahnhofplatzes wurde infolge einer Einsprache erst im Sommer 2016 realisiert. Damit einher ging anstelle einer Begegnungszone die Schaffung einer Fussgängerzone bis zum Güterschuppen sowie die Einführung von Tempo 30 und des Gegenverkehrs auf der Oberseepromenade im Bereich Valsana–Oberseeparkplatz. Aktuell (2018) wird das Projekt eines verkehrsfreien Bereichs vor dem Bahnhof geprüft.

## Varia

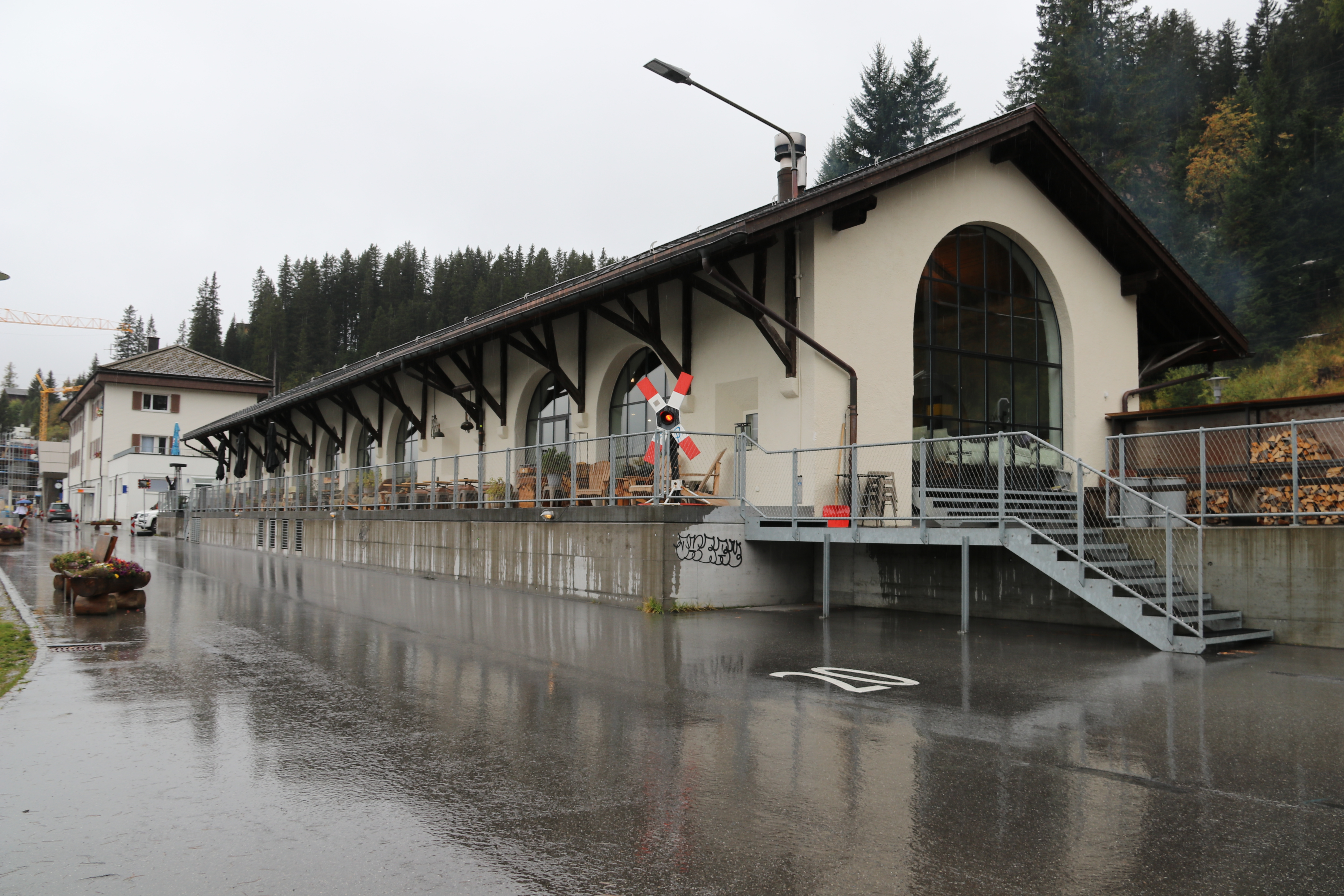
Ehemaliger Güterschuppen (2022)

Bahnhofsgebäude, Bahnseite (1978)

Der denkmalgeschützte Güterschuppen wurde 2017 in einen Gastronomiebetrieb umgebaut. Zu diesem Zweck hatte die Blue Mountain Aktiengesellschaft mit Sitz in Zug das Gebäude von der RhB im Baurecht übernommen. Es wurden ein Restaurant, eine Bar und eine Lounge eingebaut. Die bestehenden Holztore wurden durch Glasflächen ersetzt. Auch eine Aussenbewirtung wurde realisiert. Die Eröffnung des Betriebs hätte bereits anlässlich des Arosa Humor-Festivals 2016 stattfinden sollen. Infolge eines Anstiegs des Grundwasserspiegels um 1,4 Meter sowie einer Einsprache gegen das Baugesuch verzögerte sich das Vorhaben jedoch um ein Jahr.
Aufgrund der guten Anbindung des Bahnhofs an die Talstation der Weisshornbahn und den Ortsbus wurde die Gemeinde Arosa 2017 für den Mobilitätspreis «FLUX – Goldener Verkehrsknoten» nominiert.